# Axel Magnus Fahlcrantz
Axel Magnus Fahlcrantz, född 11 april 1780 i Stora Tuna socken i Dalarna, död 7 oktober 1854 i Stockholm, var en svensk ornamentsbildhuggare och skriftställare.

## Biografi

### Släkt och familj
Axel Magnus Fahlcrantz var son till kyrkoherden i Kungsåra församling i Västmanland Johan Fahlcrantz och hans hustru Gustafva De Brenner. Släkten Fahlcrantz äldste kände stamfader är Daniel Andersson som var klockare i Munktorps församling. Axel Magnus Fahlcrantz var bror till landskapsmålaren Carl Johan Fahlcrantz och till biskopen Christian Eric Fahlcrantz.
Axel Magnus Fahlcrantz hade brorsönerna bokförläggaren Carl Johan Fahlcrantz och konstnären Axel Fahlcrantz (Axel Erik Valerius Fahlcrantz), som båda var söner till hans yngre bror Christian Eric Fahlcrantz, som även var arabist och teolog. Konstnären och landskapsmålaren Axel Fahlcrantz (Axel Erik Valerius Fahlcrantz) var en yngre bror till bokförläggaren Carl Johan Fahlcrantz, som 1877 grundlade bokförlaget Fahlcrantz & Co, som 1925 övertogs av dennes son med samma namn, skådespelaren Carl Johan Fahlcrantz.

### Studier
Fahlcrantz kom under senare hälften av 1790-talet till Stockholm och blev elev till ornamentsbildhuggaren Per Ljung, som arbetade för Kungliga slottet och ansågs, jämte Jean Baptiste Masreliez, som den främste i sitt fack. Han utbildade sig under Masreliez ledning till en framstående konstnär och utförde arbeten i hela landet, särskilt i kyrkor. Han vann snart erkännande för sina arbeten av dekorativ art, modellerade för kyrkor och slott.

### Konstnärskap
Till inredningen i Göteborgs domkyrka bidrog han bland annat med en predikstol i empirstil, biskopens inbyggda kyrkbänk  och orgelfasaden.
Fahlcrantz utförde även en mängd arbeten för kungliga familjen och modellerade bland annat formarna till praktfulla bronsarbeten av olika slag, vilka under Karl XIV Johans tid utfördes för hovets räkning. Han utformade bland annat modellen för Logårdsmuren och järnstaketet vid Logården vid Stockholms slott, vilka uppfördes 1820–1822. I Riddarholmskyrkan i Stockholm har Fahlcrantz gjort förlagan till Serafimerklockan som göts 1839.
Fahlcrantz blev ledamot av Konstakademien 1834 och erhöll professors titel.

### Skriftställare
Under sina sista år ägnade han sig åt skönlitterärt skriftställande under pseudonymen "extra-ordinarien A-r"; han skrev dels följetonger i "Dagligt allehanda", "Aftonposten" och "Svenska tidningen", dels häftet Humoristiska berättelser (1851). Efter hans död utkom, under hans verkliga namn, några utkast i "Nytt lördagsmagasin" (1860).

## Fotogalleri

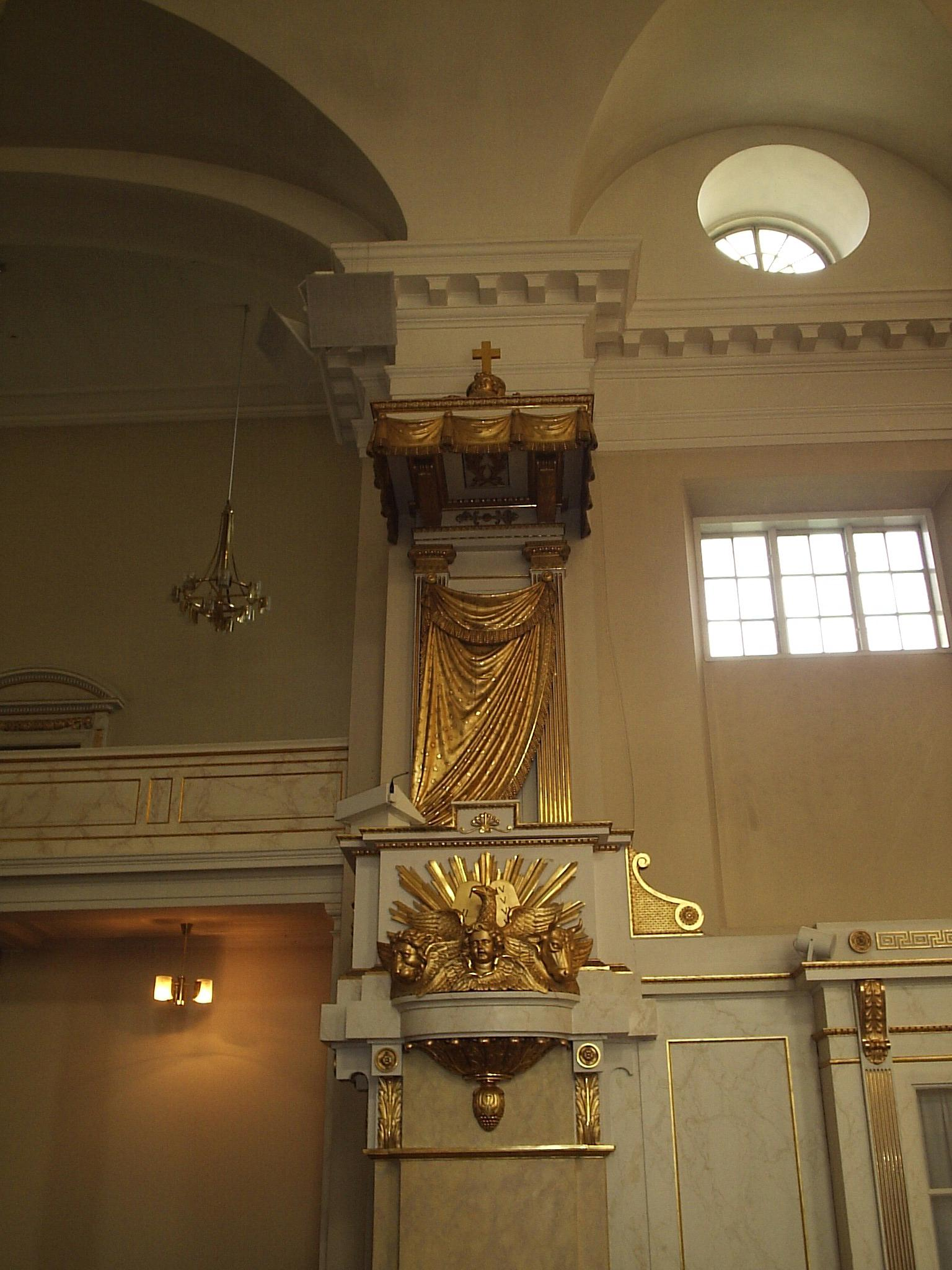
Predikstolen i empirstil i Göteborgs domkyrka.
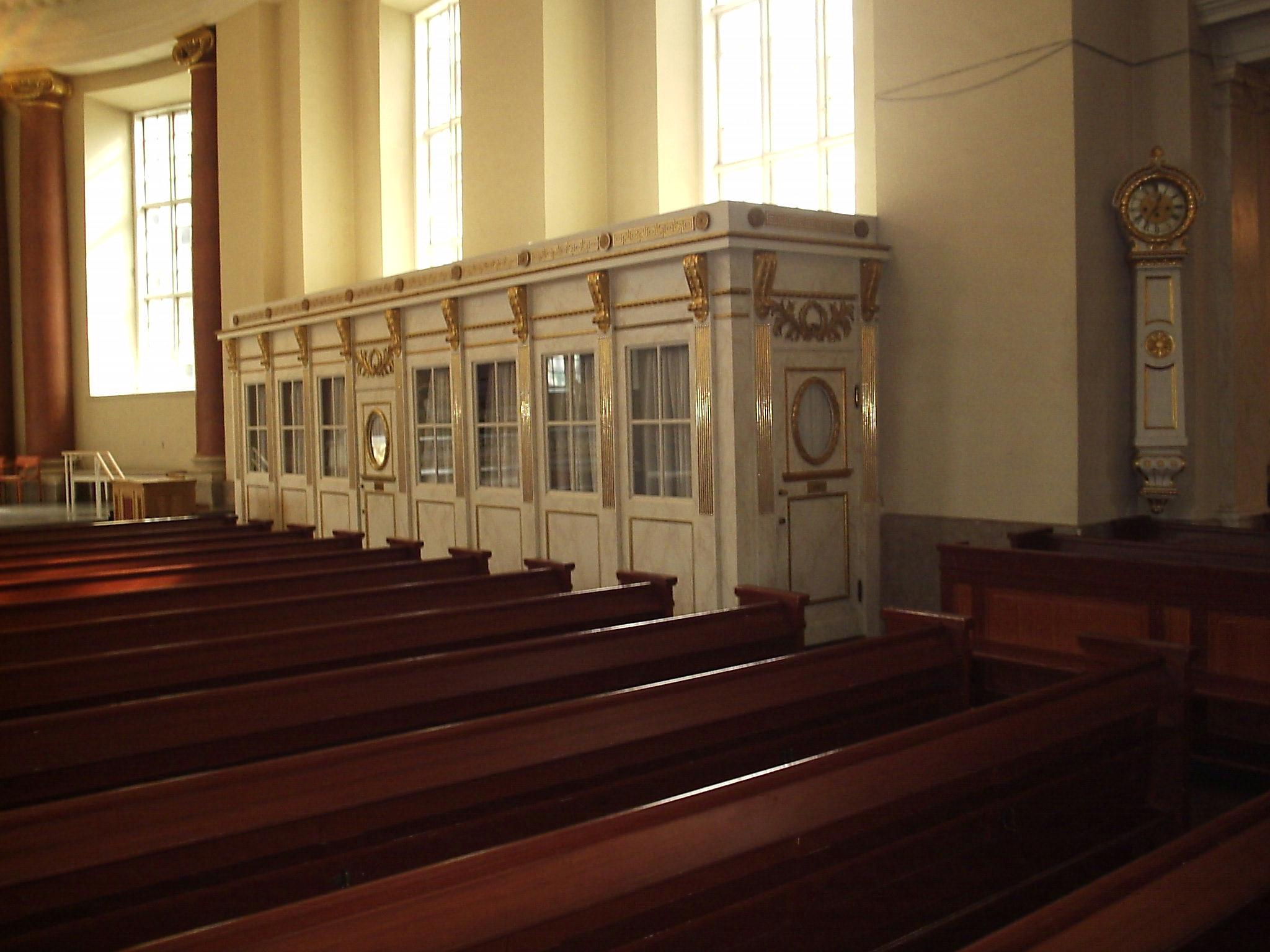
Biskopens inbyggda kyrkbänk i Göteborgs domkyrka.
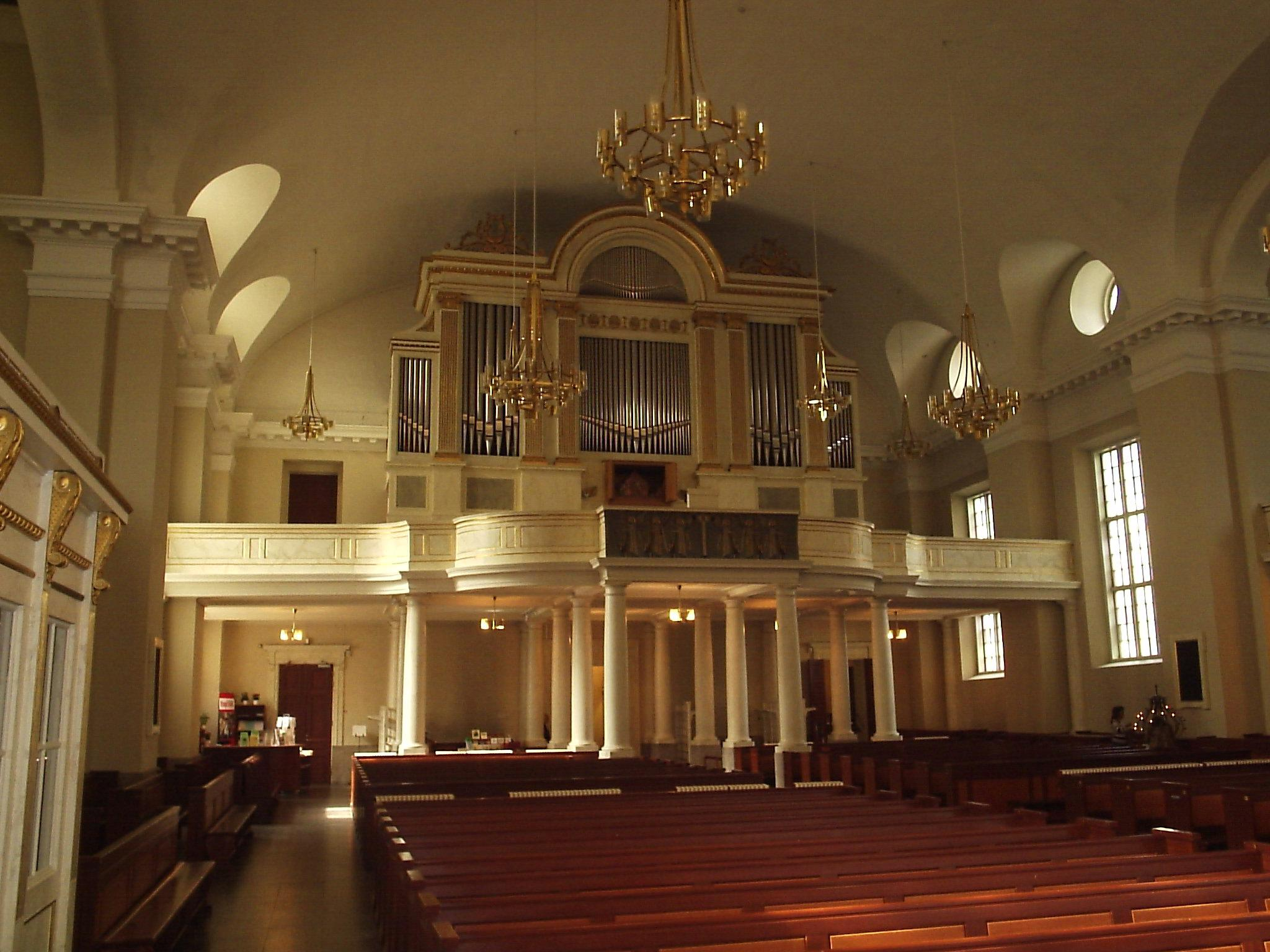
Orgelfasaden från 1810-talet i Göteborgs domkyrka.
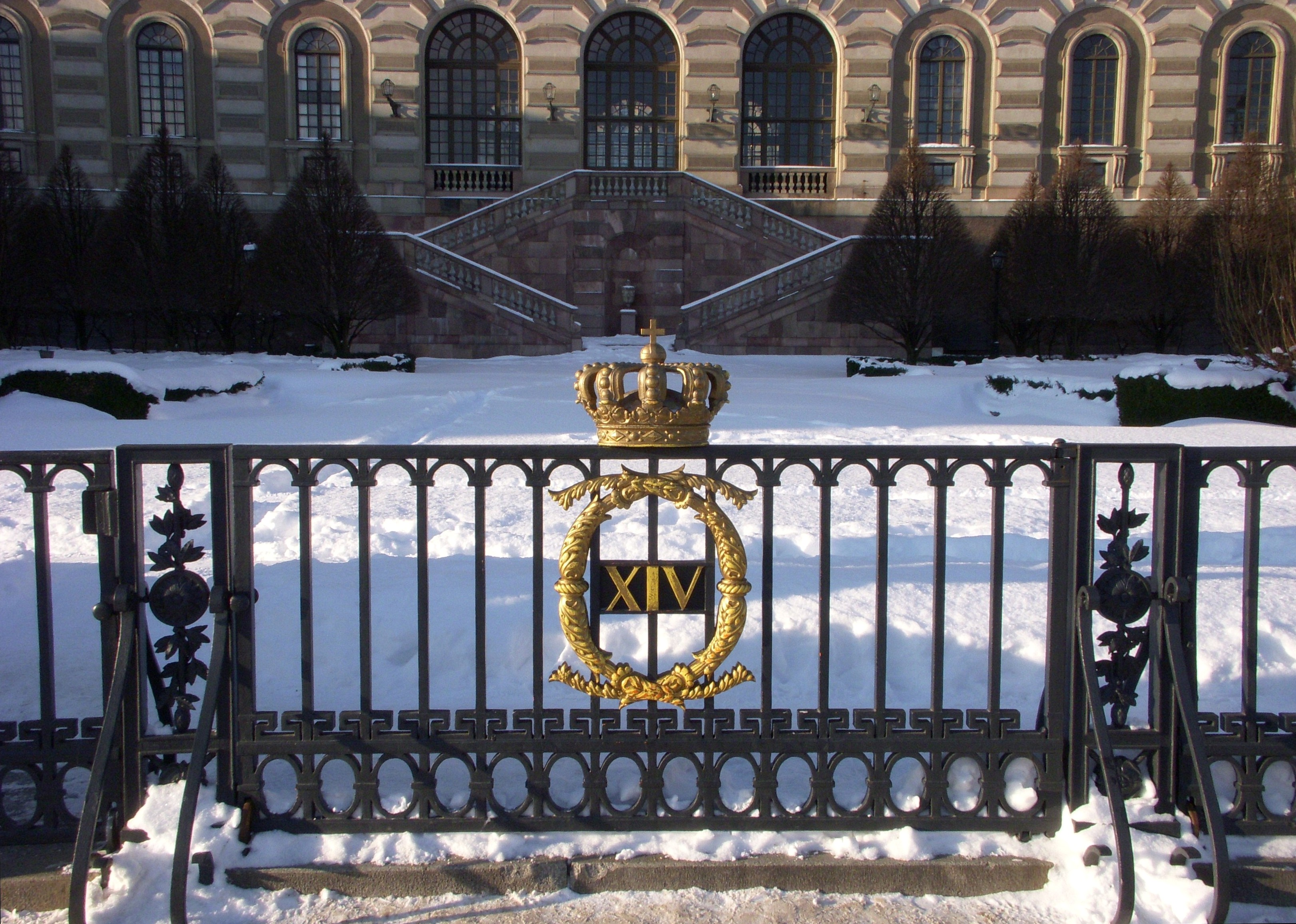
Järnstaketet vid Logården, Stockholms slott med Karl XIV Johans namnchiffer.
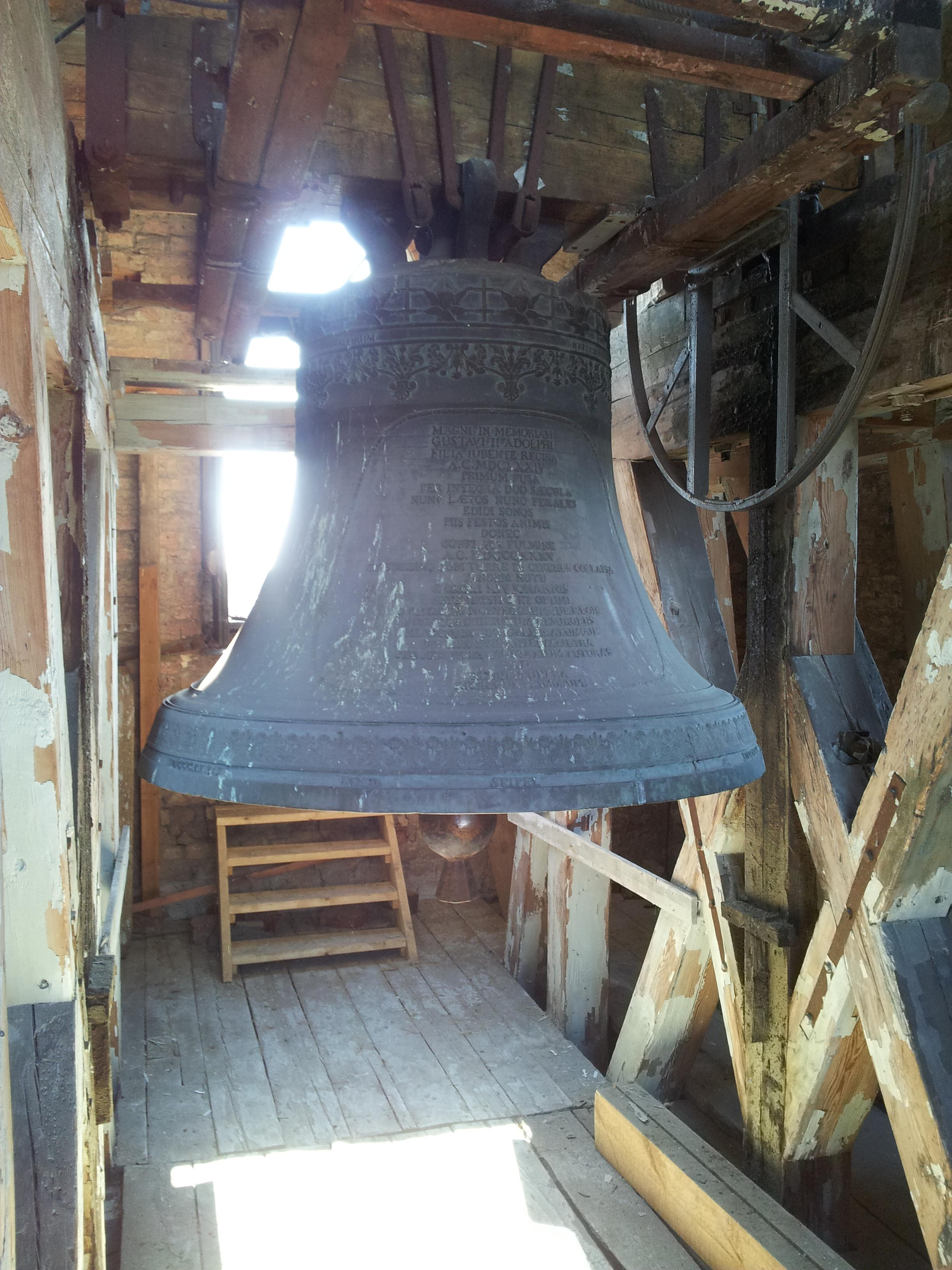
Serafimerklockan i Riddarholmskyrkan i Stockholm.